# Sinspert
Sinspert ist ein Ort von 106 Ortschaften der Gemeinde Reichshof im Oberbergischen Kreis im nordrhein-westfälischen Regierungsbezirk Köln in Deutschland.

## Lage und Beschreibung
Sinspert liegt nordöstlich der Wiehltalsperre, die nächstgelegenen Zentren sind Gummersbach (10 km nordwestlich), Köln (54 km westlich), Olpe (14 km ostnordöstlich) und Siegen (46 km südöstlich).

## Geschichte

### Erstnennung

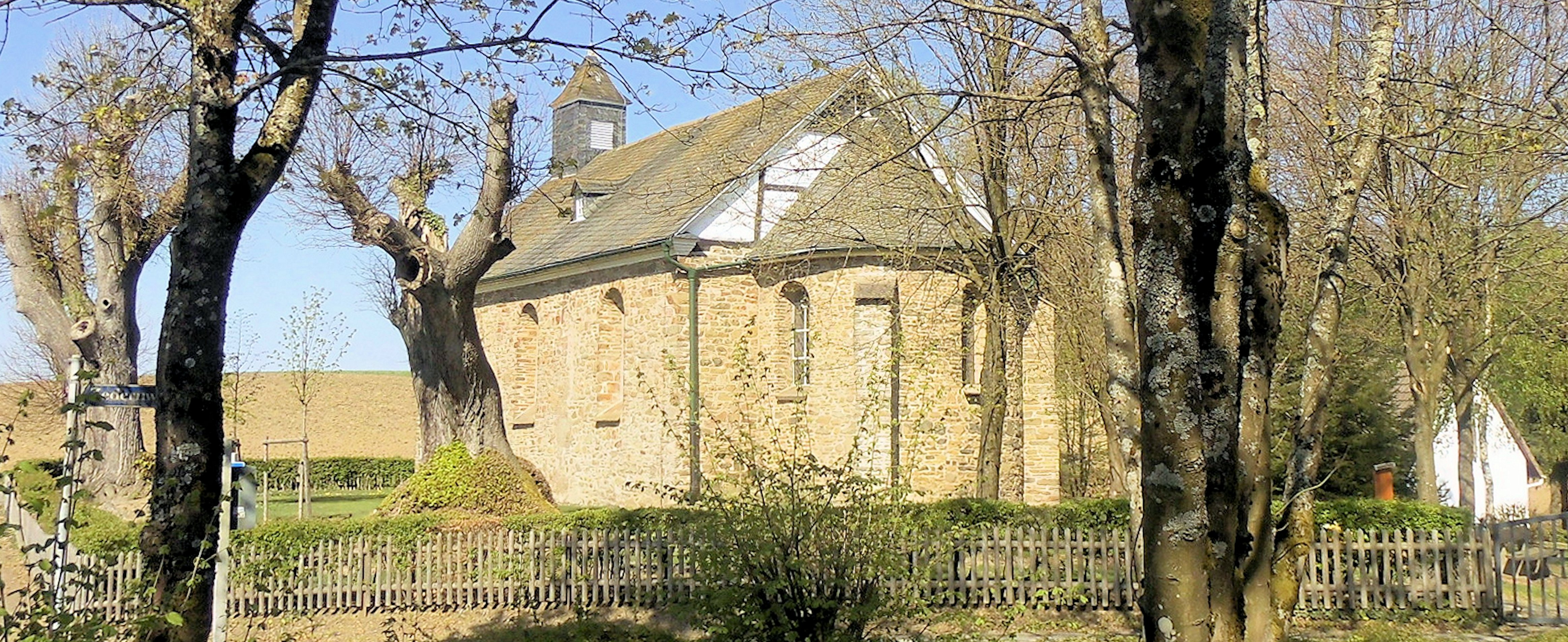
Evangelische Kapelle Sinspert

1467 wurde der Ort das erste Mal urkundlich erwähnt und zwar „Heinrich von Sinsberg gehört zu den Geschworenen des Gerichtes zu Eckenhagen bei einem Grenzumgang (Einige Jahre später werden als Zeugen genannt Noitger van Synßberg und Hannes van synsberg).“
Schreibweise der Erstnennung: Sinsberg
| Bevölkerungsentwicklung | Bevölkerungsentwicklung |
| Jahr                    | Einwohner               |
| ----------------------- | ----------------------- |
| 1991                    | 464                     |
| 2005                    | 665                     |
| 2008                    | 667                     |
| 2017                    | 648                     |
| 2018                    | 652                     |
| 2019                    | 660                     |

## Vereine
- Dorfgemeinschaft Sinspert
- Bürgerschützenverein Sinspert 1858 e. V.
- Turn- und Sportverein Reichshof 1883/1929 e. V. (ehem. 1. FC Reichshof Sinspert-Wehnrath 1929 e. V.)